# Daniel Ranzochius
Daniel Ranzochius, född 1616, död 28 april 1668, var en svensk präst.

## Biografi
Daniel Ranzochius föddes 1616. Han var son till kyrkoherden Laurentius Ranzochius i Godegårds församling. Ranzochius blev 1635 student vid Uppsala universitet och prästvigdes 1 oktober 1640. Han blev 1643 komminister i Rystads församling och tillika hospitalspredikant i Linköpings församling. Ranzochius blev 1660 kyrkoherde i Kättilstads församling och avled 1668.

### Familj
Ranzochius var gift med Brita Figrelius (död 1682), dotter till kyrkoherden Nicolaus Hemmingi i Landeryds församling samt änka efter hospitalspredikanten O. Forselius i Linköpings församling. Ranzochius och Figrelius fick tillsammans barnen kyrkoherden Laurentius Ranzochius (född 1646) i Västra Eneby församling och postkommissarien Daniel Ranzochius (född 1649) i Stockholm.